# Cayo Nordisquí
Cayo Nordisquí ou também conhecido como Isla Vapor ou Cayo Nordeste, é um cayo do Mar do Caribe.
Está protegido, por ser parte do Parque Nacional de Los Roques, ao norte de Venezuela que administrativamente forma parte das Dependências Federais da Venezuela como uno dos cayos do Arquipélago de Los Roques. O seu nome deriva como muitos dos  ilhotes do arquipélago da cartografia holandesa ou inglesa, neste caso a denominação deste vem do inglês, North East Key (Cayo Nordeste) que terminou sendo deformado e ficou como Cayo Nordisquí.

## Localização
Localiza-se no Mar do Caribe venezuelano ao norte da capital do país, no extremo noroeste do Parque, ao leste dos Cayos Francisquí, Cayo Madrisquí e a Ilha Gran Roque na Barreira do Leste que forma a chamada "Zona Primitiva Marinha" do Parque Nacional.

## Turismo
À parte das espetaculares praias de brancas areias, neste cayo se encontram algumas formações coralinas e são visíveis alguns naufrágios que atraem o turismo nacional e estrangeiro. Apenas está aberta aos turistas em alguns meses do ano devido a restrições relacionadas com a proteção de algumas espécies de aves. São populares o Windsurf e o Kysurf.